# Roland Cyrenne
Roland Cyrenne est un administrateur canadien né à Saint-Wenceslas, comté de Nicolet, le 8 mars 1931 et mort à Trois-Rivières le 28 mai 2023 .

## Honneurs
- 1997 - Chevalier de l'Ordre national du Québec.